# Enric Viedma i Vidal
Enric Viedma i Vidal (València 1889 - 1959) fou un arquitecte valencià, titulat a l'Escola d'Arquitectura de Barcelona el 1915, moment de màxima difusió del noucentisme. Realitzaria diverses obres de gran rellevància a la València dels anys 1920 i 1930, notablement la finca Roja.
A la ciutat de València realitzà les obres següents:
El 1919, li encarregaren les obres del mercat Central, que havien guanyat en concurs el 1910 Alexandre Soler i March i Francesc Guàrdia i Vial. El mercat, iniciat el 1914, no s'arribà a acabar fins al 1928.
El 1928, dissenyà l'edifici de l'Institut Nacional de Previsió al carrer del Marqués de Sotelo, 10, exemple paradigmàtic del casticisme valencianista.

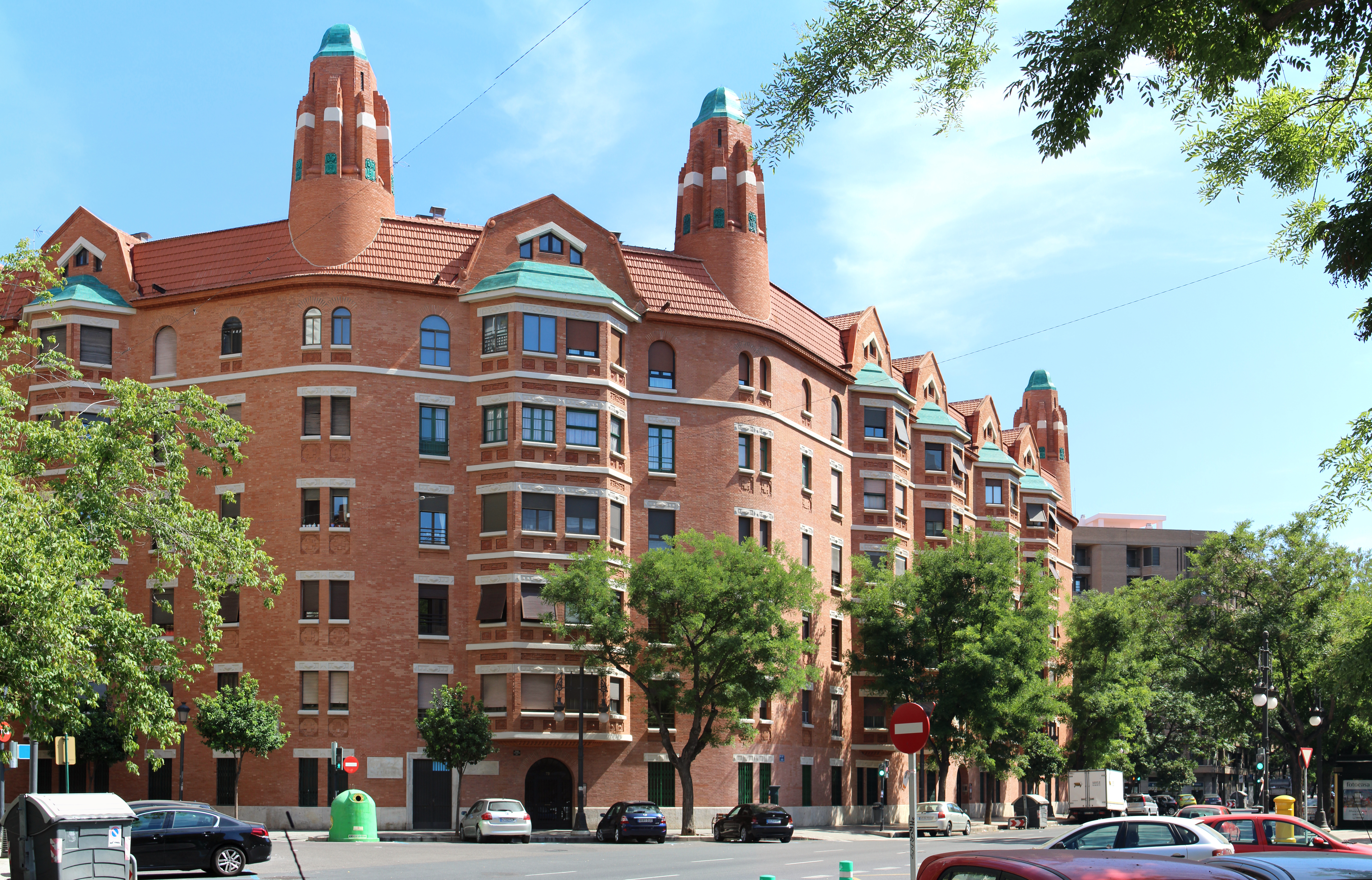
Finca Roja de València

Entre 1929 i 1930 dissenyà la finca Roja, 378 unitats residencials sobre una illa de cases exempta al barri d'Extramurs (carrers d'Albacete, Jesús, Marvà i Maluquer), que adopta el tipus de bloc d'habitatges al voltant d'un ampli pati interior, molt freqüent a l'Europa central en ciutats com ara Viena o Amsterdam. En aquest edifici, Viedma barreja l'estil expressionista holandés amb l'art déco, el casticisme valencià i el modernisme amb lleugera influència de Gaudí. La finca Roja és l'exemple més reeixit a la ciutat d'edificació construïda arran de la promulgació el 1925 de la llei de cases econòmiques, que obria la possibilitat de millorar les condicions de l'allotjament dels obrers, amb illes de cases grans i uniformes en zones d'eixample, seguint l'exemple d'alguns municipis centreeuropeus. Aquest edifici per a obrers aplega totes les idees d'higiene, modernitat i comfort de l'habitatge (ascensors, estances ventilades, banys complets, cuines econòmiques, persianes americanes, etc.). Fa un ús expressiu de materials autòctons, com ara la ceràmica vidrada i la rajola roja, també pròpia d'Amsterdam, ciutat en l'arquitectura de la qual està clarament inspirada.
Entre 1931 i 1933, dissenyà els xalets dels periodistes de l'inici del passeig a la Mar (actual avinguda de Blasco Ibáñez) a l'empara de la Llei de Cases Econòmiques, en un intent de fer-hi una ciutat jardí que arribara fins al mar. També dirigí la construcció de les duanes del port, considerades d'estil historicista.
El 1933, dissenyà el monumental edifici de La Unión y el Fénix (c/ Xàtiva amb Marqués de Sotelo), lligat amb la finca Roja per l'estètica de grans volums.
Dissenyà l'inici (pla del Real) i el final (camí de Penya-roja) del passeig de l'Albereda. Altres obres seues serien la fàbrica Tableros Vilarrasa al carrer de Jesús: tenia una torre de 33 metres rematada per un templet casticista, s'acabà el 1946; i edificis petits per a la CROS, SA, al costat del llit del Túria, de l'any 31.

Arribà a vicepresident de la Delegació de València del Col·legi d'Arquitectes i fou nomenat acadèmic en la Reial Acadèmia de Belles Arts de Sant Carles de València.